# Gerardo Blanco Gómez
Gerardo Blanco Gómez (Ciudad de México, 6 de junio de 1979). Es un exfutbolista mexicano que jugó como Defensa en el Cruz Azul.

## Trayectoria
Debutó en la primera división mexicana el jueves 15 de agosto de 2002 en la victoria de Cruz Azul sobre Tigres de la UANL por 1-0, partido de la jornada dos del Apertura 2002.

### Clubes
| Club                | País                | Año         | Partidos | Goles | Media |
| ------------------- | ------------------- | ----------- | -------- | ----- | ----- |
| Cruz Azul F.C.      | México              | 2002 - 2004 | 6        | 0     | 0     |
| Cruz Azul Oaxaca    | México              | 2003 - 2005 | 39       | 1     | 0.03  |
| Cruz Azul Hidalgo   | México              | 2006 - 2007 | 16       | 0     | 0     |
| Total en su carrera | Total en su carrera | 2002 - 2007 | 61       | 1     | 0.02  |